# Rui Costa
Rui Manuel César Costa, OIH, tên thường gọi Rui Costa (phát âm tiếng Bồ Đào Nha: [ʁui 'kɔʃtɐ]) (sinh ngày 29 tháng 3 năm 1972 ở Lisboa) là một cựu cầu thủ bóng đá người Bồ Đào Nha. Hiện ông là chủ tịch của câu lạc bộ Benfica.
Khi còn là cầu thủ, sở trường của ông là chơi ở vị trí tiền vệ tấn công, nhưng cũng có thể chơi tốt như một tiền vệ phòng thủ.
Rui Costa giải nghệ vào cuối mùa giải 2008 sau 18 năm chơi bóng. Vào năm 2004, anh được Pelé ghi tên vào danh sách 125 huyền thoại sống của bóng đá.

## Sự nghiệp
Từ năm 5 tuổi, Costa đã gia nhập đội thiếu niên của câu lạc bộ bóng đá trong nhà Damaia Ginásio. Bốn năm sau đó, Rui lọt vào tầm ngắm của câu lạc bộ SL Benfica. Chỉ trong vòng 10 phút tập luyện, huyền thoại bóng đá Bồ là Eusébio, người thường phát hiện những tài năng trẻ, đã nhận ra phẩm chất của anh. Cho đến năm 1990, Rui chính thức là cầu thủ của Benfica ở đội hình trẻ. Tuy nhiên mùa bóng đầu tiên anh đã bị cho AD Fafe mượn trong phần lớn thời gian.
Năm 1991, sau cúp thế giới U21, giải đấu mà Bồ Đào Nha đã vô địch sau một cú sút phạt đền của Rui Costa, anh được gọi trở lại Benfica. Tại đây, anh giành được Cúp bóng đá Bồ Đào Nha năm 1993 và quán quân giải vô địch bóng đá Bồ Đào Nha mùa bóng 93-94. Sau 3 mùa giải thành công ở đây, anh được Fiorentina mua lại với giá 1,2 triệu contos (khoảng 6 triệu Euro), một cái giá ấn tượng dành cho một tiền vệ trẻ lúc ấy. Và vụ chuyển nhượng đã thành công.
Rui chơi cho Fiorentina suốt 7 mùa bóng, giúp họ giành Cúp nước Ý 2 lần vào mùa 1995/96 và 2000/01. Lúc này anh và Zidane cạnh tranh với nhau danh hiệu tiền vệ xuất sắc nhất, và Rui Costa được coi là cầu thủ mang áo số 10 hay nhất Serie A trong một thời gian. Việc anh có rời Fiorentina hay không đã gây nhiều tranh luận lúc ấy, khi nhiều câu lạc bộ đều muốn có được chữ ký của anh. Tuy vậy, anh chỉ rời Fiorentina vào cuối mùa 2001/02 khi câu lạc bộ này bị vỡ nợ.
Fatih Terim là huấn luyện viên của Fiorentina trong mùa bóng 2000/2001. Khi cùng Rui Costa rời Fiorentina để tới AC Milan, ông đòi giá chuyển nhượng cho 2 người là 35 triệu Euro. Với việc này, Rui Costa trở thành cầu thủ được Milan mua với giá cao nhất trong lịch sử. Rui Costa chơi 5 mùa bóng cho Milan, tại đây anh có 1 lần vô địch Serie A, 1 lần đoạt Coppa Italia, 1 lần đoạt Siêu cúp nước Ý, 1 lần vô địch UEFA Champions League và 1 lần đoạt Siêu cúp châu Âu.
Rui Costa là một cái tên quan trọng trong 2 mùa bóng đầu ở Milan, nhưng cho đến khi tài năng trẻ Kaká toả sáng, anh dần ít được trọng dụng và phải ngồi ghế dự bị suốt phần lớn buổi hoàng hôn trong sự nghiệp của mình.
Năm 2004, Rui chơi trận đấu cuối cùng trong màu áo Bồ Đào Nha, đó là trận chung kết Euro 2004 mà Bồ Đào Nha đã bị tuyển Hy Lạp đả bại với tỉ số 1-0.
Vào 25 tháng 5 năm 2006, có tin vui cho các cổ động viên SL Benfica, đó là hợp đồng của Rui Costa với AC Milan sẽ chấp dứt, anh thành cầu thủ tự do và ký hợp đồng 1 năm với câu lạc bộ cũ. Tại đây, anh được trả 4,6 triệu Euro cho mùa bóng kèm theo điều khoản có thể gia hạn tiếp 1 năm ở mùa bóng tiếp theo. Rui Costa cho biết anh rất vui với cuộc chuyển nhượng này và sẽ ở lại Benfica cho đến tận cùng sự nghiệp. Ngày 11 tháng 6 năm 2008, Costa chơi trận cuối cùng với Benfica trong trận gặp Vitoria de Setubal, trước khi tuyên bố giải nghệ.
Vài ngày sau đó, Rui Costa trở thành tân giám đốc kỹ thuật của Benfica, sau khi Quique Flores bị sa thải.

## "Thế hệ Vàng"
Rui Costa, cùng với một huyền thoại khác là Luis Figo, được coi là những người làm nên một "Thế hệ vàng" của bóng đá Bồ Đào Nha. Từ sau khi tuyển U20 Bồ Đào Nha vô địch U20 World Cup các năm 1989, 1991; anh và Figo cùng được gọi vào tuyển quốc gia. Với những thành công ở đội hình trẻ, họ được kỳ vọng rất nhiều. Tuy nhiên, họ đã không giành được một danh hiệu lớn nào ở đẳng cấp thế giới. Thành tích cao nhất của họ là đưa đội tuyển đến tứ kết Euro 1996, bán kết Euro 2000 và chung kết Euro 2004 - trận đấu với Hy Lạp tại chung kết Euro 2004 là trận đấu kết thúc của "Thế hệ Vàng", vì sau đó Rui Costa đã chấm dứt sự nghiệp thi đấu quốc tế.

## Thống kê sự nghiệp

### Câu lạc bộ
| Câu lạc bộ          | Mùa giải            | Vô địch quốc gia    | Vô địch quốc gia | Vô địch quốc gia | Cúp quốc gia | Cúp quốc gia | Cúp châu Âu | Cúp châu Âu | Khác    | Khác   | Tổng cộng | Tổng cộng |
| Câu lạc bộ          | Mùa giải            | Hạng đấu            | Số trận          | Số bàn           | Số trận      | Số bàn       | Số trận     | Số bàn      | Số trận | Số bàn | Số trận   | Số bàn    |
| ------------------- | ------------------- | ------------------- | ---------------- | ---------------- | ------------ | ------------ | ----------- | ----------- | ------- | ------ | --------- | --------- |
| Fafe (mượn)         | 1990–91             | Segunda Divisão     | 38               | 6                | 0            | 0            | —           | —           | —       | —      | 38        | 6         |
| Benfica             | 1991–92             | Primeira Liga       | 21               | 4                | 3            | 0            | 7           | 0           | 1       | 0      | 32        | 4         |
| Benfica             | 1992–93             | Primeira Liga       | 23               | 4                | 4            | 1            | 4           | 0           | 1       | 0      | 32        | 5         |
| Benfica             | 1993–94             | Primeira Liga       | 34               | 5                | 3            | 1            | 8           | 4           | 2       | 0      | 47        | 10        |
| Benfica             | Tổng cộng           | Tổng cộng           | 78               | 13               | 10           | 2            | 19          | 4           | 4       | 0      | 111       | 19        |
| Fiorentina          | 1994–95             | Serie A             | 31               | 9                | 4            | 0            | —           | —           | —       | —      | 35        | 9         |
| Fiorentina          | 1995–96             | Serie A             | 34               | 4                | 7            | 2            | —           | —           | —       | —      | 41        | 6         |
| Fiorentina          | 1996–97             | Serie A             | 28               | 2                | 1            | 0            | 8           | 0           | 1       | 0      | 38        | 2         |
| Fiorentina          | 1997–98             | Serie A             | 32               | 3                | 5            | 2            | —           | —           | —       | —      | 37        | 5         |
| Fiorentina          | 1998–99             | Serie A             | 31               | 10               | 7            | 4            | 1           | 0           | —       | —      | 39        | 14        |
| Fiorentina          | 1999–2000           | Serie A             | 30               | 4                | 4            | 0            | 14          | 2           | —       | —      | 48        | 6         |
| Fiorentina          | 2000–01             | Serie A             | 29               | 6                | 7            | 2            | 2           | 0           | —       | —      | 38        | 8         |
| Fiorentina          | Tổng cộng           | Tổng cộng           | 215              | 38               | 35           | 10           | 25          | 2           | 1       | 0      | 276       | 50        |
| Milan               | 2001–02             | Serie A             | 22               | 0                | 1            | 0            | 10          | 3           | —       | —      | 33        | 3         |
| Milan               | 2002–03             | Serie A             | 25               | 0                | 5            | 1            | 18          | 0           | —       | —      | 48        | 1         |
| Milan               | 2003–04             | Serie A             | 28               | 3                | 4            | 0            | 6           | 0           | 3       | 0      | 41        | 3         |
| Milan               | 2004–05             | Serie A             | 24               | 1                | 4            | 0            | 9           | 0           | 1       | 0      | 38        | 1         |
| Milan               | 2005–06             | Serie A             | 25               | 0                | 3            | 3            | 4           | 0           | —       | —      | 32        | 3         |
| Milan               | Tổng cộng           | Tổng cộng           | 124              | 4                | 17           | 4            | 47          | 3           | 4       | 0      | 192       | 11        |
| Benfica             | 2006–07             | Primeira Liga       | 14               | 0                | 3            | 0            | 5           | 1           | —       | —      | 22        | 1         |
| Benfica             | 2007–08             | Primeira Liga       | 29               | 5                | 4            | 3            | 12          | 2           | 0       | 0      | 45        | 10        |
| Benfica             | Tổng cộng           | Tổng cộng           | 43               | 5                | 7            | 3            | 17          | 3           | 0       | 0      | 67        | 11        |
| Tổng cộng sự nghiệp | Tổng cộng sự nghiệp | Tổng cộng sự nghiệp | 498              | 66               | 69           | 19           | 108         | 12          | 9       | 0      | 684       | 97        |

### Quốc tế
| Đội tuyển quốc gia | Năm       | Trận | Bàn |
| ------------------ | --------- | ---- | --- |
| Bồ Đào Nha         | 1993      | 7    | 2   |
| Bồ Đào Nha         | 1994      | 5    | 1   |
| Bồ Đào Nha         | 1995      | 7    | 3   |
| Bồ Đào Nha         | 1996      | 11   | 2   |
| Bồ Đào Nha         | 1997      | 4    | 0   |
| Bồ Đào Nha         | 1998      | 5    | 3   |
| Bồ Đào Nha         | 1999      | 9    | 6   |
| Bồ Đào Nha         | 2000      | 13   | 3   |
| Bồ Đào Nha         | 2001      | 6    | 0   |
| Bồ Đào Nha         | 2002      | 7    | 2   |
| Bồ Đào Nha         | 2003      | 11   | 1   |
| Bồ Đào Nha         | 2004      | 9    | 3   |
| Tổng cộng          | Tổng cộng | 94   | 26  |

Tỷ số và kết quả liệt kê bàn thắng của Bồ Đào Nha được ghi đầu tiên, cột điểm cho biết điểm số sau mỗi bàn thắng của Costa.
| #  | Ngày                 | Địa điểm                                              | Đối thủ          | Bàn thắng | Kết quả | Giải đấu                 |
| -- | -------------------- | ----------------------------------------------------- | ---------------- | --------- | ------- | ------------------------ |
| 1  | 19 tháng 6 năm 1993  | Sân vận động Bessa, Porto, Bồ Đào Nha                 | Malta            | 2–0       | 4–0     | Vòng loại World Cup 1994 |
| 2  | 5 tháng 9 năm 1993   | Sân vận động Kadrioru, Tallinn, Estonia               | Estonia          | 1–0       | 2–0     | Vòng loại World Cup 1994 |
| 3  | 7 tháng 9 năm 1994   | Windsor Park, Belfast, Bắc Ireland                    | Bắc Ireland      | 1–0       | 2–1     | Vòng loại Euro 1996      |
| 4  | 15 tháng 8 năm 1995  | Sportpark Eschen-Mauren, Eschen, Liechtenstein        | Liechtenstein    | 3–0       | 7–0     | Vòng loại Euro 1996      |
| 5  | 15 tháng 8 năm 1995  | Sportpark Eschen-Mauren, Eschen, Liechtenstein        | Liechtenstein    | 6–0       | 7–0     | Vòng loại Euro 1996      |
| 6  | 15 tháng 9 năm 1995  | Sân vận động Ánh sáng, Lisboa, Bồ Đào Nha             | Cộng hòa Ireland | 1–0       | 3–0     | Vòng loại Euro 1996      |
| 7  | 24 tháng 1 năm 1996  | Sân vận động Công viên các Hoàng tử, Paris, Pháp      | Pháp             | 2–1       | 2–3     | Giao hữu                 |
| 8  | 9 tháng 10 năm 1996  | Sân vận động Qemal Stafa, Tirana, Albania             | Albania          | 3–0       | 3–0     | Vòng loại World Cup 1998 |
| 9  | 19 tháng 8 năm 1998  | Sân vận động São Miguel, Ponta Delgada, Bồ Đào Nha    | Mozambique       | 1–0       | 2–1     | Giao hữu                 |
| 10 | 19 tháng 8 năm 1998  | Sân vận động São Miguel, Ponta Delgada, Bồ Đào Nha    | Mozambique       | 2–0       | 2–1     | Giao hữu                 |
| 11 | 6 tháng 9 năm 1998   | Sân vận động Ferenc Puskás, Budapest, Hungary         | Hungary          | 3–1       | 3–1     | Vòng loại Euro 2000      |
| 12 | 31 tháng 3 năm 1999  | Sportpark Eschen-Mauren, Eschen, Liechtenstein        | Liechtenstein    | 1–0       | 5–0     | Vòng loại Euro 2000      |
| 13 | 31 tháng 3 năm 1999  | Sportpark Eschen-Mauren, Eschen, Liechtenstein        | Liechtenstein    | 5–0       | 5–0     | Vòng loại Euro 2000      |
| 14 | 9 tháng 6 năm 1999   | Sân vận động Cidade de Coimbra, Coimbra, Bồ Đào Nha   | Liechtenstein    | 7–0       | 8–0     | Vòng loại Euro 2000      |
| 15 | 9 tháng 6 năm 1999   | Sân vận động Cidade de Coimbra, Coimbra, Bồ Đào Nha   | Liechtenstein    | 8–0       | 8–0     | Vòng loại Euro 2000      |
| 16 | 18 tháng 8 năm 1999  | Sân vận động Quốc gia, Lisboa, Bồ Đào Nha             | Andorra          | 1–0       | 4–0     | Giao hữu                 |
| 17 | 9 tháng 10 năm 1999  | Sân vận động Ánh sáng, Lisboa, Bồ Đào Nha             | Hungary          | 1–0       | 3–0     | Vòng loại Euro 2000      |
| 18 | 29 tháng 3 năm 2000  | Sân vận động Dr. Magalhães Pessoa, Leiria, Bồ Đào Nha | Đan Mạch         | 1–1       | 2–1     | Giao hữu                 |
| 19 | 16 tháng 8 năm 2000  | Sân vận động Fontelo, Viseu, Bồ Đào Nha               | Litva            | 3–1       | 5–1     | Giao hữu                 |
| 20 | 3 tháng 9 năm 2000   | Sân vận động Kadrioru, Tallinn, Estonia               | Estonia          | 1–0       | 3–1     | Vòng loại World Cup 2002 |
| 21 | 10 tháng 6 năm 2002  | Sân vận động World Cup Jeonju, Jeonju, Hàn Quốc       | Ba Lan           | 4–0       | 4–0     | World Cup 2002           |
| 22 | 16 tháng 10 năm 2002 | Ullevi, Göteborg, Thụy Điển                           | Thụy Điển        | 3–2       | 3–2     | Giao hữu                 |
| 23 | 11 tháng 10 năm 2003 | Sân vận động Restelo, Lisboa, Bồ Đào Nha              | Albania          | 3–2       | 5–3     | Giao hữu                 |
| 24 | 29 tháng 5 năm 2004  | Sân vận động Thành phố Águeda, Águeda, Bồ Đào Nha     | Luxembourg       | 3–0       | 3–0     | Giao hữu                 |
| 25 | 16 tháng 6 năm 2004  | Sân vận động Ánh sáng, Lisboa, Bồ Đào Nha             | Nga              | 2–0       | 2–0     | Euro 2004                |
| 26 | 24 tháng 6 năm 2004  | Sân vận động Ánh sáng, Lisboa, Bồ Đào Nha             | Anh              | 2–1       | 2–2     | Euro 2004                |

## Danh hiệu

### Câu lạc bộ
Benfica
- Primeira Liga:[6] 1993–94
- Taça de Portugal:[6] 1992–93
- Supertaça Cândido de Oliveira: Á quân 1991, 1993

Fiorentina
- Coppa Italia: 1995–96, 2000–01
- Supercoppa Italiana: 1996

Milan
- Serie A: 2003–04
- Coppa Italia: 2002–03
- Supercoppa Italiana: 2004
- UEFA Champions League: 2002–03
- UEFA Super Cup: 2003
- Intercontinental Cup: Á quân 2003